# James Colgate Cleveland

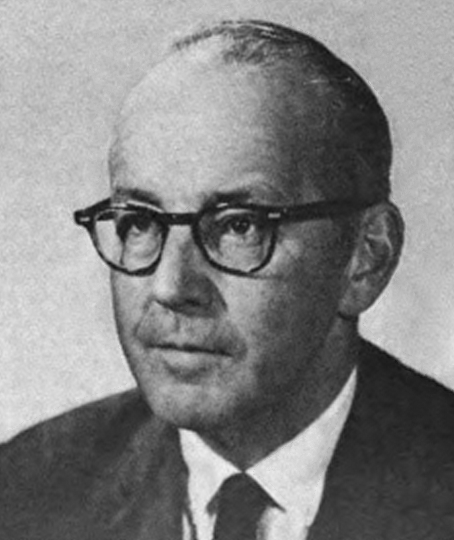
James Colgate Cleveland

James Colgate Cleveland (* 13. Juni 1920 in Montclair, New Jersey; † 3. Dezember 1995 in New London, New Hampshire) war ein US-amerikanischer Politiker. Zwischen 1963 und 1981 vertrat er den Bundesstaat New Hampshire im US-Repräsentantenhaus.

## Werdegang
James Cleveland besuchte die öffentlichen Schulen seiner Heimat und die Deerfield Academy. Danach studierte er bis 1941 an der Colgate University in Hamilton (New York). Dann unterbrach er seine Ausbildung, um als Soldat der US Army am Zweiten Weltkrieg teilzunehmen. Cleveland war bis Februar 1946 im pazifischen Raum eingesetzt und brachte es bis zum Hauptmann. Nach dem Krieg studierte er bis 1948 in Yale Jura. In dieser Zeit arbeitete er Zeit für den US-Senator Styles Bridges. Nach seiner Zulassung als Rechtsanwalt begann er in Concord und in New London in seinem neuen Beruf zu praktizieren. Zwischen Juni 1951 und November 1952 wurde er während des Koreakrieges erneut zum Militär eingezogen. Danach war er einer der Gründer und Direktor der New London Trust Co.
Cleveland war Mitglied der Republikanischen Partei. Zwischen 1950 und 1962 gehörte er dem Senat von New Hampshire an. In dieser Zeit leitete er zweimal die republikanische Fraktion. 1962 wurde er im zweiten Wahlbezirk von New Hampshire in das US-Repräsentantenhaus in Washington gewählt, wo er am 3. Januar 1963 die Nachfolge von Perkins Bass antrat. Nach acht Wiederwahlen konnte er bis zum 3. Januar 1981 neun zusammenhängende Legislaturperioden im Kongress absolvieren. Diese Zeit war zunächst von den Diskussionen um die Bürgerrechtsbewegung und dann vom Vietnamkrieg überschattet. Hinzu kam die Watergate-Affäre, die 1974 zum Rücktritt von Präsident Richard Nixon führte.
Im Jahr 1980 verzichtete Cleveland auf eine weitere Kandidatur. Danach zog er sich aus der Politik zurück. Er starb am 3. Dezember 1995 in New London.